# Expansão do Canal do Panamá

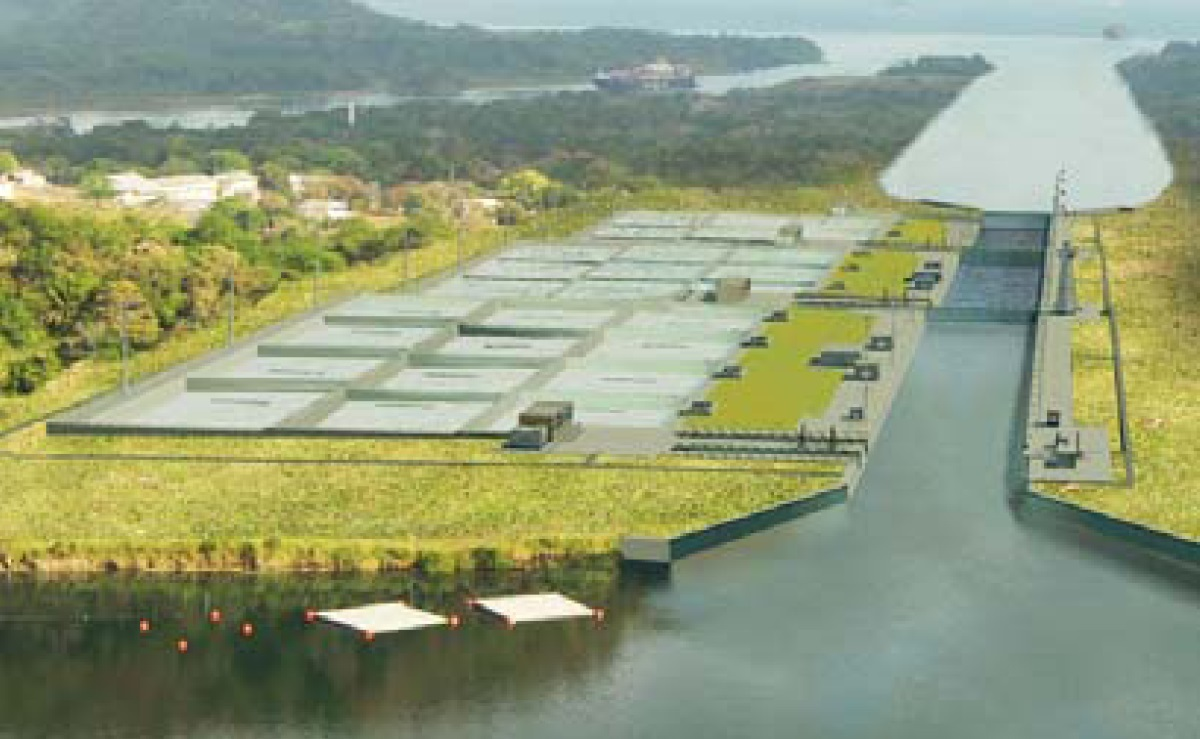
Lado do Atlântico (Lago Gatún em primeiro plano)

O projeto de expansão do Canal do Panamá, também chamado de Projeto do Terceiro Conjunto de Eclusas, dobrou a capacidade do Canal do Panamá, adicionando uma nova faixa de tráfego e permitindo um maior número de navios e aumentando a largura e a profundidade das faixas permitindo passar maiores navios. O novo tamanho de navios, chamado Novo Panamax, é cerca de uma vez e meia o tamanho anterior dos Panamax, e pode transportar até duas vezes mais carga. A obra criou dois novos conjuntos de eclusas, um no lado do Atlântico e um do lado do Pacífico, além de escavar novos canais para as novas eclusas e ampliar e aprofundar os canais existentes. Também levantou o nível máximo de água operacional do Lago Gatún. O então presidente panamenho Martín Torrijos propôs formalmente o projeto em 24 de abril de 2006, dizendo que transformaria o Panamá em um país do Primeiro Mundo. Um referendo nacional aprovou a proposta por uma maioria de 76,8 por cento em 22 de outubro, e o gabinete e a Assembléia Nacional seguiram o exemplo. O projeto começou formalmente em 2007. Inicialmente, foi anunciado que a expansão do canal seria concluída em agosto de 2014 para coincidir com o centenário da abertura do Canal do Panamá, mas vários contratempos, incluindo greves e disputas com o consórcio de construção sobre os custos excederam a data de conclusão várias vezes. Na sequência de dificuldades adicionais, incluindo a infiltração das novas eclusas, a expansão foi inaugurada em 26 de Junho de 2016. 
Espera-se que o projeto crie demanda por portos para lidar com novos navios Panamax. Vários portos da costa leste dos EUA estarão prontos para esses navios maiores e outros estão considerando renovações, incluindo dragagem, jateamento e criação de pontes. No Reino Unido, o Porto de Southampton pode lidar com navios pós-Panamax e está se expandindo para acomodar mais; o Porto de Liverpool foi antecipado para ser capaz em 2015, embora tenha sido adiada até meados de 2016; E outros estão considerando tal expansão.

## Histórico

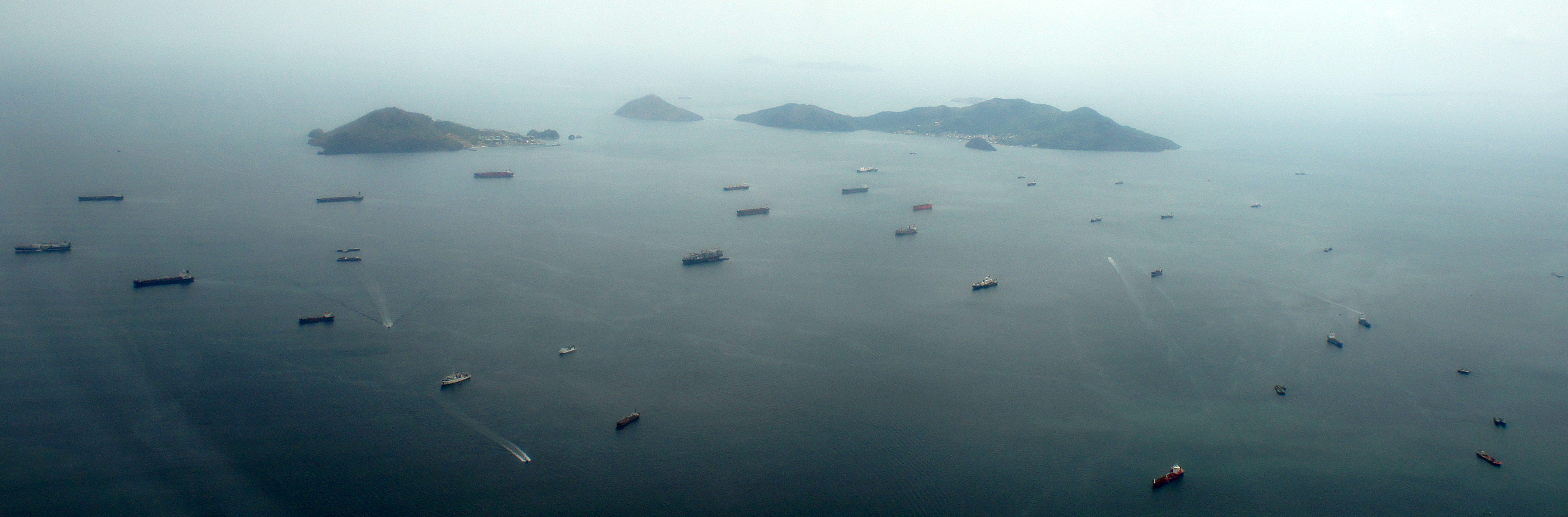
O Canal do Panamá tem trabalhado em plena capacidade por vários anos. Várias dezenas de navios em fila no Oceano Pacífico esperando para entrar no canal em 2013.

O Canal original do Panamá tem uma capacidade limitada determinada pelos tempos operacionais e ciclos das eclusas existentes e ainda mais restringida pela tendência atual para embarcações maiores (próximas do Panamax) que transitam pelo canal, exigindo mais tempo de trânsito nas eclusas e nos canais. Além disso, a manutenção periódica no canal de envelhecimento requer paralisações desta via aquática. A demanda está crescendo devido ao crescimento do comércio internacional, e muitos usuários exigem um nível de serviço garantido. Apesar dos ganhos alcançados em termos de eficiência, a Autoridade do Canal do Panamá (ACP) estimou que o canal atingiria sua capacidade máxima sustentável entre 2009 e 2012. [1] A solução a longo prazo para o congestionamento era a expansão do canal com um terceiro jogo de eclusas.
O tamanho dos navios que podem atravessar o canal, chamado Panamax, é limitado pelo tamanho das eclusas, que têm 110 pés (33,53 m) de largura e 1 050 pés (320,04 m) de comprimento, e 41,2 pés (12,56 m) de profundidade. O terceiro conjunto de eclusas permitirá o trânsito de maiores navios Post-Panamax, que têm uma capacidade de carga maior do que as eclusas atuais podem lidar. As novas câmaras de fechamento são de 180 pés (54,86 m) de largura, 1.400 pés (426,72 m) de comprimento e 60 pés (18,29 m) de profundidade. Estas dimensões permitem que cerca de 79% de todas as embarcações de transporte de carga transitem pelo canal, acima de 45%.
Todos os estudos de alargamento do canal desde a década de 1930 determinaram que a melhor maneira de aumentar a capacidade do canal é construindo um terceiro conjunto de eclusas, maiores do que as de 1914. Os EU começaram escavações para eclusas novas em 1939, mas abandonaram o projeto em 1942 por causa da Segunda Guerra Mundial. Esta conclusão foi novamente alcançada nos anos 80 pela comissão tripartite formada pelo Panamá, Japão e EUA. Mais recentemente, os estudos desenvolvidos pela Autoridade do Canal do Panamá (ACP) para seu plano-mestre de 2025, confirmam que um terceiro maior conjunto de eclusas é a opção mais adequada, rentável e ambientalmente responsável.
O ex-presidente Martín Torrijos, em um discurso de 24 de abril de 2006 anunciando o projeto, disse que o canal "é como o nosso petróleo". Assim como o petróleo que não foi extraído é inútil e que para extraí-lo você tem que investir em Infra-estrutura, o canal precisa ampliar sua capacidade de absorver a crescente demanda de carga e gerar mais riqueza para os panamenhos".
Enquanto a expansão do canal estava sendo concluída, e considerando os altos custos operacionais dos navios, as longas filas que ocorriam durante a alta temporada de dezembro a março (às vezes até um atraso de sete dias) e o alto valor de algumas cargas através do canal, o ACP implementou um sistema de reserva de trânsito e leilão de vagas para permitir uma melhor gestão da escassa capacidade disponível e aumentar o nível de serviço oferecido às companhias de navegação. O esquema dá aos usuários duas escolhas: (1) trânsito por ordem de chegada numa base de primeiro a chegar, primeiro servido, como o canal historicamente tem operado; Ou (2) serviço reservado para uma taxa de congestionamento. O serviço reservado permite duas opções de taxas. O sistema de reservas de trânsito, disponível online, permite que os clientes que não querem esperar na fila paguem mais 15% sobre as tarifas regulares, garantindo um dia específico para o trânsito e atravessar o canal em 18 horas ou menos. A ACP vende 24 dessas vagas diárias com até 365 dias de antecedência. A segunda opção é o trânsito de alta prioridade. Desde 2006, a ACP disponibilizou uma 25ª vaga, vendida através do Leilão de Vaga de Trânsito ao maior lance. Os principais clientes do Transit Booking System são navios de cruzeiro, navios porta-contentores, transportadores de veículos e navios de carga não contentorizados. Os principais clientes do Sistema de Reserva de Trânsito são navios de cruzeiro, navios porta-contentores, veículos transportadores e navios de carga não contentores.

## Volume de Carga
A Autoridade do Canal do Panamá prevê que o volume de carga que transita pelo canal crescerá em média 3% ao ano, dobrando a tonelagem de 2005 até 2025. Ao permitir o transporte de embarcações maiores, o canal transportará mais carga por trânsito e volume de água utilizado.
Historicamente, os segmentos de granéis secos e líquidos geraram a maior parte das receitas do canal. A carga em massa inclui produtos secos, como grãos (milho, soja e trigo, entre outros), minerais, fertilizantes, carvão e produtos líquidos, como produtos químicos, gás propano, petróleo bruto e derivados de petróleo. Recentemente, a carga em contêiner substituiu o granel seco como principal gerador de renda do canal, movendo-o para o segundo lugar. As transportadoras de veículos tornaram-se o terceiro maior gerador de renda, substituindo o segmento de granéis líquidos. As análises da indústria naval conduzidas pelos ACP e os principais especialistas da indústria indicam que a expansão do canal será benéfica tanto para o canal como para os seus utilizadores devido à procura que será servida ao permitir o trânsito de mais tonelagem.

## Concorrência
A concorrência mais direta para o canal vem de rotas alternativas que apresentam opções para o transporte de carga entre os mesmos pontos de origem e destino.
A abertura da rota russa do norte do mar e da passagem canadense do noroeste ao tráfego comercial poderia representar uma alternativa ao canal a longo prazo. Águas mais quentes no Oceano Ártico poderia abrir a passagem para um número crescente de meses a cada ano, tornando-o mais atraente como uma importante rota marítima. No entanto, a passagem pelo Ártico exigiria investimentos significativos em embarcações de escolta e em portos de escala. A indústria canadense de transporte marítimo comercial não antecipa que esta rota será uma alternativa viável para o Canal do Panamá nos próximos 10 a 20 anos.
Os dois principais concorrentes atuais do Canal do Panamá são o sistema intermodal dos EUA e o Canal de Suez. Os principais portos e centros de distribuição de mercadorias nessas rotas estão investindo em capacidade, localização e infra-estrutura marítima e terrestre para atender navios porta-contêineres pós-Panamax e seus maiores volumes de carga. De acordo com a ACP, a utilização crescente desses navios nas rotas transcontinentais que concorrem com o canal é irreversível. Estima-se que, até 2011, aproximadamente 37% da capacidade da frota mundial de contêineres consistirá em embarcações que não se encaixam no canal atual e grande parte dessa frota poderá ser utilizada em rotas que competem com o Panamá.
A proposta afirma que o fortalecimento da posição competitiva do canal permitirá acomodar a demanda e atender seus clientes. Se o canal tivesse capacidade para atender a demanda crescente, o Panamá poderia se tornar o hub de conectividade mais importante do continente ao unir rotas continentais norte-sul e rotas transcontinentais leste-oeste. Assim, o canal continuará a ser viável e competitivo em todas as suas rotas e segmentos e contribuirá significativamente para o desenvolvimento e crescimento do Panamá, mantendo a sua posição como uma das principais rotas comerciais mundiais.

## Previsões
De acordo com os estudos realizados pelos ACP em 2005, o canal atingiria a sua capacidade máxima sustentável entre 2009 e 2012. Quando atingisse esta capacidade, não poderia continuar a lidar com o crescimento da procura, resultando numa redução da competitividade da rota marítima do Panamá.
Conforme aprovado pelo povo panamenho, a construção para o projeto de expansão estava programada para concluir em abril de 2016. A ACP disse que iria usar todos os meios possíveis para esticar a capacidade até que a construção estiver concluída.
A expansão proposta do canal pela construção de um terceiro conjunto de eclusas permitirá captar toda a demanda projetada até 2025 e mais além. Juntas, as eclusas existentes e novas serão aproximadamente o dobro da capacidade do canal atual.
Críticos como o ex-legislador Keith Holder, co-autor da legislação que criou o ACP, apontaram que o uso do canal é sazonal e que mesmo nos poucos meses em que é mais lotado, o obstáculo que retarda o tráfego não são as eclusas mas Estreita Corte Culebra, que tem uma capacidade limitada para os grandes navios para passar de um para o outro.
Embora o canal estivesse se aproximando de sua capacidade máxima, isso não significava que os navios não pudessem transitar. Em vez disso, a capacidade de crescimento do canal estagnou e não poderia capturar volumes de carga adicionais.
O ex-chefe da divisão de dragagem do Canal do Panamá, Thomas Drohan, um crítico do plano de expansão, descartou alegações de que esse é um problema a curto prazo. Ele argumentou que, se o fornecimento de qualquer bem ou serviço se torna curto, as empresas podem aumentar os seus preços; isto se aplicaria tanto às taxas do Canal do Panamá quanto ao petróleo.